# Thomas McGreevy
Pour l’article homonyme, voir McGreevy.
Thomas McGreevy (29 juillet 1825-2 janvier 1897) est un entrepreneur et homme politique fédéral du Québec.

## Biographie
Né à Québec dans le Bas-Canada, il devient député du parti libéral-conservateur dans la circonscription fédérale de Québec-Ouest en 1867. Il est réélu en 1872, 1874, 1878, 1882, 1887 et en 1891, défaisant notamment Matthew Aylward Hearn lors de ces deux dernières élections. McGreevy fut par la suite expulsé des Communes pour cause de corruption et condamné à un an de prison. Avec l’entrepreneur Nicholas Knight Connolly, McGreevy a été accusés de conspiration pour frauder le trésor public d’une somme de plus de 3 millions de dollars et condamnés à un an de prison. Les deux sont incarcérés à la prison du district d’Ottawa le 22 novembre 1893.
D'autres députés sont également expulsés de la Chambre des communes dont le chef métis Louis Riel et le communiste Fred Rose. Réélu en lors de l'élection partielle de 1895, il est défait en 1896 par le libéral Richard Reid Dobell.
Thomas McGreevy est le contracteur responsable de la construction des édifices du Parlement du Canada à Ottawa, débute le 20 décembre 1859. Mais les travaux d’excavation sont ralentis par des affleurements rocheux. Les plans qui ne prévoient ni système de chauffage ni système d’aération se révèlent défectueux. Les dépenses montent alors en flèche. Tout cela donne lieu à des rumeurs que le rapport d’une commission royale d’enquête confirme en 1863 : les fonctionnaires du département ont eux-mêmes préparé le bordereau que McGreevy avait omis de présenter, en utilisant les estimés qu’avaient soumis ses concurrents. Également, ils ont négligé d’inclure, au moment de la rédaction du second contrat, certaines listes de prix, de même que des clauses qui délimitaient les extra et déniaient à l’entrepreneur tout droit à une compensation s’il dépassait les crédits.

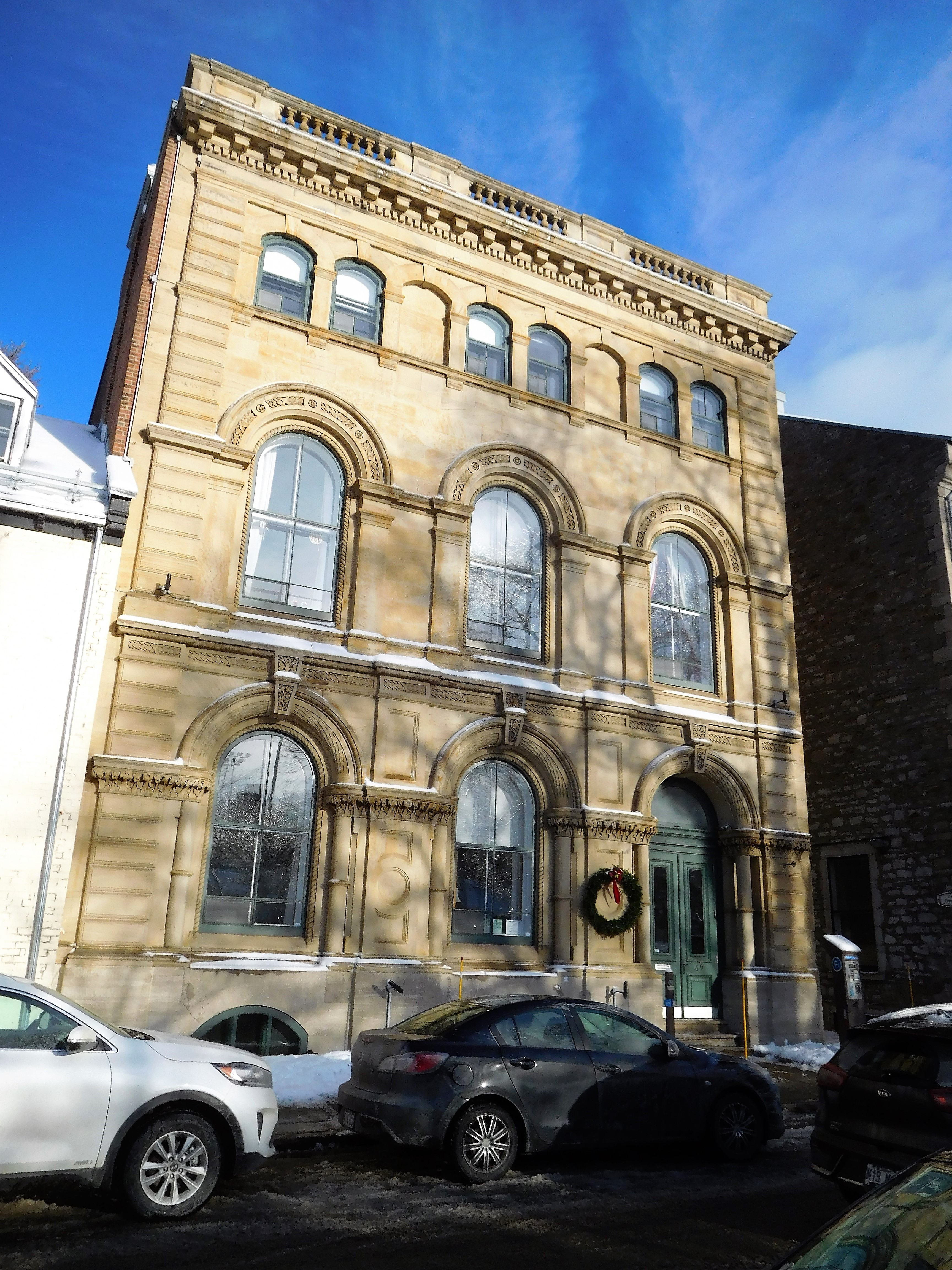
La maison Thomas McGreevy sur la rue d’Auteuil à Québec.

En 1867, McGreevy se fait bâtir à Québec au 69 rue d’Auteuil, une somptueuse résidence de style néo-renaissance italienne qui comprend un hall orné de sculptures, un escalier à balustres couverts de feuilles sculptées et une salle de bal au premier étage. Son architecte Thomas Fuller en dessine les plans avec du grès jaune qui est identique à celui qui a été utilisé dans la façade des édifices du Parlement du Canada. En 1895, on évaluera cette résidence à 20,000 $ ( environ 765,000 CAD de valeur aujourd’hui ). L’installation de McGreevy dans cette maison extraordinaire marque le début de sa nouvelle carrière à l’époque.
Cependant, Thomas McGreevy est devenu échevin municipal de la ville de Québec de 1858 à 1864 et représentant de la division de Stadacona dans le Conseil législatif du Québec de 1867 à 1874.
Après sa sortie de prison, McGreevy fait ses dernières folies : il se fait réélire dans Québec-Ouest à une élection partielle en 1895. Mais, comme la plupart de ses collègues conservateurs, il perd son siège aux élections générales de 1896. Il meurt intestat peu de temps après, le 2 janvier 1897 à Québec d’une défaillance cardiaque. Sa veuve et ses trois enfants encore vivants renoncent à la succession qui est lourdement hypothéquée.